# Pitthea tamsi
Pitthea tamsi là một loài bướm đêm trong họ Geometridae.